# Aznakaevskij rajon
L'Aznakaevskij rajon, (in russo Азнакаевский район?, in lingua tatara: Aznaqay rayonı), è un municipal'nyj rajon della Repubblica Autonoma del Tatarstan, in Russia. Istituito il 30 ottobre 1931, occupa una superficie di 2 168,65 chilometri quadrati, conta 58 966 abitanti, è suddiviso in 2 insediamenti urbani e 26 comuni rurali e ha come capoluogo Aznakaevo.

## Geografia
Il territorio, caratterizzato da una pianura elevata, occupa il nord-est delle alture di Bugul'ma e Belebej e una parte della riva sinistra dell'ampia valle del fiume Ik.